# Convénio de Erdut

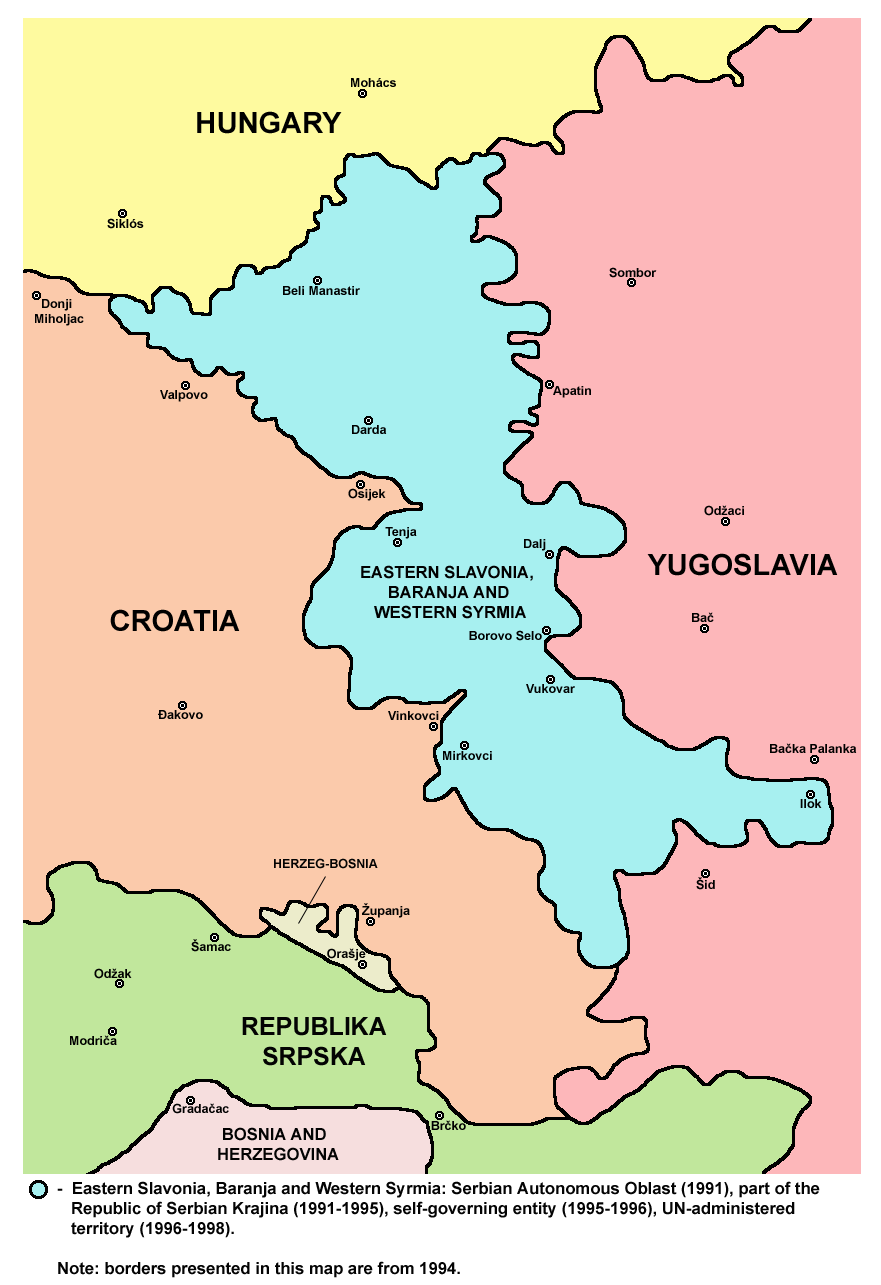
Mapa da Eslavónia Oriental

O Convenio de Erdut (em croata:  Erdutski sporazum, em sérvio:  Erdutski sporazum ou Ердутски споразум), oficialmente Acordo básico sobre a região da Eslavónia Oriental, Baranja e Sírmia Ocidental, é um acordo internacional alcançado em 12 de novembro de 1995 entre as autoridades da República da Croácia e as autoridades sérvias locais da região da Eslavónia Oriental, Baranja e Sírmia Ocidental, respeitante à resolução pacífica da Guerra da Croácia nas regiões orientais da Croácia. Deve o seu nome à aldeia onde foi assinado, Erdut.
Os signatários foram Hrvoje Sarinić, anterior Primeiro-ministro da Croácia, Milan Milanovic e políticos locais sérvios representantes da autoproclamada República Sérvia de Krajina, sob orientação das autoridades da República Federal da Jugoslávia. As testemunhas foram Peter Galbraith, embaixador dos Estados Unidos na Croácia nessa altura e Thorvald Stoltenberg, das Naçõnes Unidas, como intermediário.
O território da Eslavónia Oriental, Baranja e Sirmia Ocidental tinha sido previamente controlado pela auto-proclamada República da Krajina Sérvia, e antes disso pea Serbian Autonomous Oblast SAO (Região Autónoma Sérvia) da Eslavónia Oriental.
Foi reconhecida pela Resolução 1023 do Conselho de Segurança das Nações Unidas, e abriu caminho para o estabelecimento da Administração Transitória das Nações Unidas para a Eslavônia Oriental, Baranja e Sírmia Ocidental.
Na base deste acordo foi estabelecido o Conselho Municipal Misto com uma população maioritariamente sérvia.